# عنکبوت‌های شش‌چشم کمیاب
عنکبوت‌های شش‌چشم کمیاب (نام علمی: Periegops) نام یک سرده از تیره عنکبوت‌های شش‌چشم کمیاب است.